# ریل‌پیج
ریل‌پیج (انگلیسی: RealPage) شرکت نرم‌افزار آمریکایی است، که در سال ۱۹۹۸ تأسیس شد.